# Gimnazija Miloje Dobrašinović
Bjelopoljska gimnazija zauzima značajnu ulogu u životu i razvoju bjelopoljskog kraja, njegovom kulturnom i ekonomskom preobražaju do danas. Zaslugom ove ustanove ostvaren je značajan kulturni i privredni preporod jednog kraja. Ponikla je i djelovala na prostoru kolijevke srpske kulture, na kojem je još u doba Nemanjića, od sredine 12. vijeka, podignuto više manastira, centara pismenosti u srpskom srednjovekovlju. Otvaranjem gimnazije udaren je temelj kulturnom preporodu, jer će đaci gimnazije, njihovi profesori i nastavnici unijeti novi način življenja i razmišljanja. 

## Istorija
Od ujedinjenja i stvaranja države Kraljevine Srba, Hrvata i Slovenaca 1. decembra 1918. godine, Bjelopoljci su koristili svaku priliku da traže osnivanje gimnazije. Tako je u proljeće 1919. godine iz Bijelog Polja išla u Beograd jedna delegacija, na čelu sa Milošem Bakićem upravnikom osnovne škole i od ministra prosvete molila da im odobri otvaranje gimnazije. Usmeno im je obećano da će im se to odobriti i preporučeno im da izvrše upis učenika. Šestog avgusta iste godine upravnik osnovne škole obavještava Ministarstvo prosvete da je izvršio upis učenika u prvi razred za koji se prijavilo 39 učenika i 18 učenica. Sjutradan, 7 avgusta Upravnik je obaviješten da se otvaranje gimnazije odlaže za neko vrijeme. Bjelopoljci se ne mire sa takvim rješenjem i čine nove pokušaje. Obnavljaju zahtjeve. Opet su Bjelopoljci slali delegaciju Ministarstvu prosvete Kraljevine. Delegacija u sastavu: Mustafa Salibegović, muftija i poslanik Narodne skupštine, Miloš Bakić, upravnik Osnovne škole i Aleksa Čujović, trgovac, stigla je u Beograd 1. avgusta 1923. godine i predala zahtjev za otvaranje gimnazije u kome je, između ostalog, stajalo: „Okrug bjelopoljski prirodno obdaren bogatstvom, nerva naše nekadašnje države, bio je petovjekovno tlačen i spriječen mu svaki kulturni napredak; to tvrde činjenice da danas u tom Okrugu nema ni jednog građanina koji je završio ma koju stručnu školu... Bijelo Polje je jedino okružno mesto koje po broju stanovnika nema gimnazije niti koje stručne škole...“ I na ovaj zahtjev glasio je odgovor: „... ne odobrava vam se otvaranje niže gimnazije.“

### Jedni od mnogih zahtjeva da se odobri otvaranje gimnazije
Aktivnost radi otvaranja gimnazije naročito je živa u 1925. godini. U Bijelom Polju je 24. maja održana Okružna konferencija građana kojoj su prisustvovali po deset uglednih predstavnika iz svake opštine. Na skupštini je izabran odbor za otvaranje gimnazije na čelu sa Milošem Bakićem, školskim nadzornikom, i donesene odluke: da gradska opština ustupi zemljište za podizanje nove gimnazijske zgrade i da uplati prilog od 40.000 dinara,da seoske opštine daju po 20.000 dinara za izgradnju zgrade. Nakon toga uslijedile su česte molbe svim uticajnim ličnostima, pa čak i kralju Aleksandru. Jedna deputacija iz Bijelog Polja bila je kod kralja prilikom njegove posjete Cetinju i tražila pored ostalog, i otvaranje gimnazije.

## Spoljašnje veze
- Gimnazija „Miloje Dobrašinović“ Bijelo Polje